# フランツ・デフレガー
フランツ・デフレガー（Franz Defregger、1883年に貴族となって Franz von Defregger、1835年4月30日 - 1921年1月2日）はオーストリアの画家である。出身地のチロルの人々やチロルの歴史を描いた。

## 略歴
チロルのイゼルスベルク＝シュトローナッハの農家に生まれた。1841年に母親と2人の姉妹を疫病の流行で失った。若い頃は音楽を愛し、フリューゲルホルンを学び、地方のバンドのメンバーとして結婚式や祭りなどで演奏した。絵や木彫りの才能も見せた。
1858年に父親が没した後、農園を売って、アメリカに移住を望む姉たちと売った金を分けた。デフレガーはインスブルックに出て彫刻を学ぶが、彫刻家はデフレガーの絵の才能を認め、1860年にミュンヘン美術院の教授、カール・フォン・ピロティと会う機会を作ってくれた。ピロティの勧めで予備クラスに参加し、1861年7月にミュンヘン美術院の入学試験に合格した。ヘルマン・アンシュッツの絵画クラスで学んだ。
1863年の夏からパリにでて、国立高等美術学校に学び、1864年の落選展に出展した。2年間パリで学んだ後、ミュンヘンに戻り、ピロティに学んだ。
1867年から1870年の間はハンス・マカルトとガブリエル・フォン・マックスとともにピロティのスタジオで働いた。その間の、数年間、故郷のチロルを訪れ、親類や友人の肖像画を描いた。画家として成功し1878年からミュンヘン美術院の教授となり、1910年までその仕事を続けた。彼の教えた学生には、モロ－ダー＝ルーゼンベルク（Josef Moroder-Lusenberg）、ハンス・ペラトナー、ロヴィス・コリント、ヴァルター・トール、エングル（Hugo Engl）、フリッツ・プレルスらがいる。
1883年にバイエルン王国から功労章を受勲し、貴族に叙せられた。

## 作品

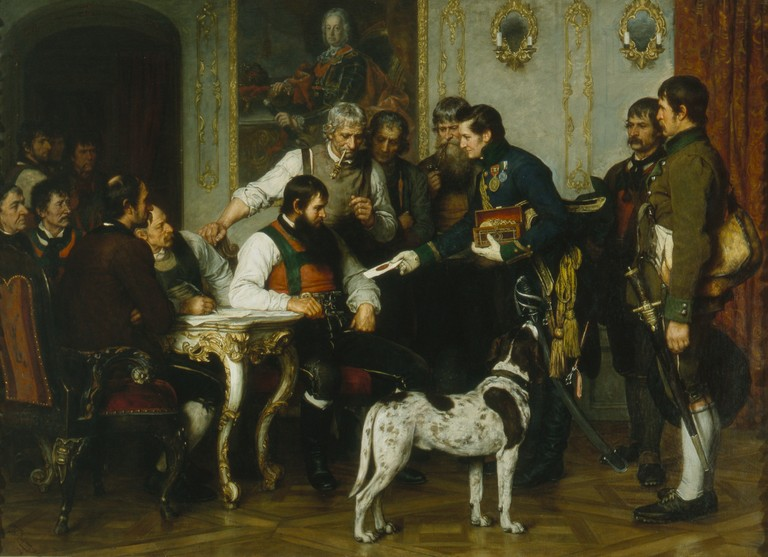
『アンドレアス・ホーファー（チロルの反乱の指導者）』, 1879
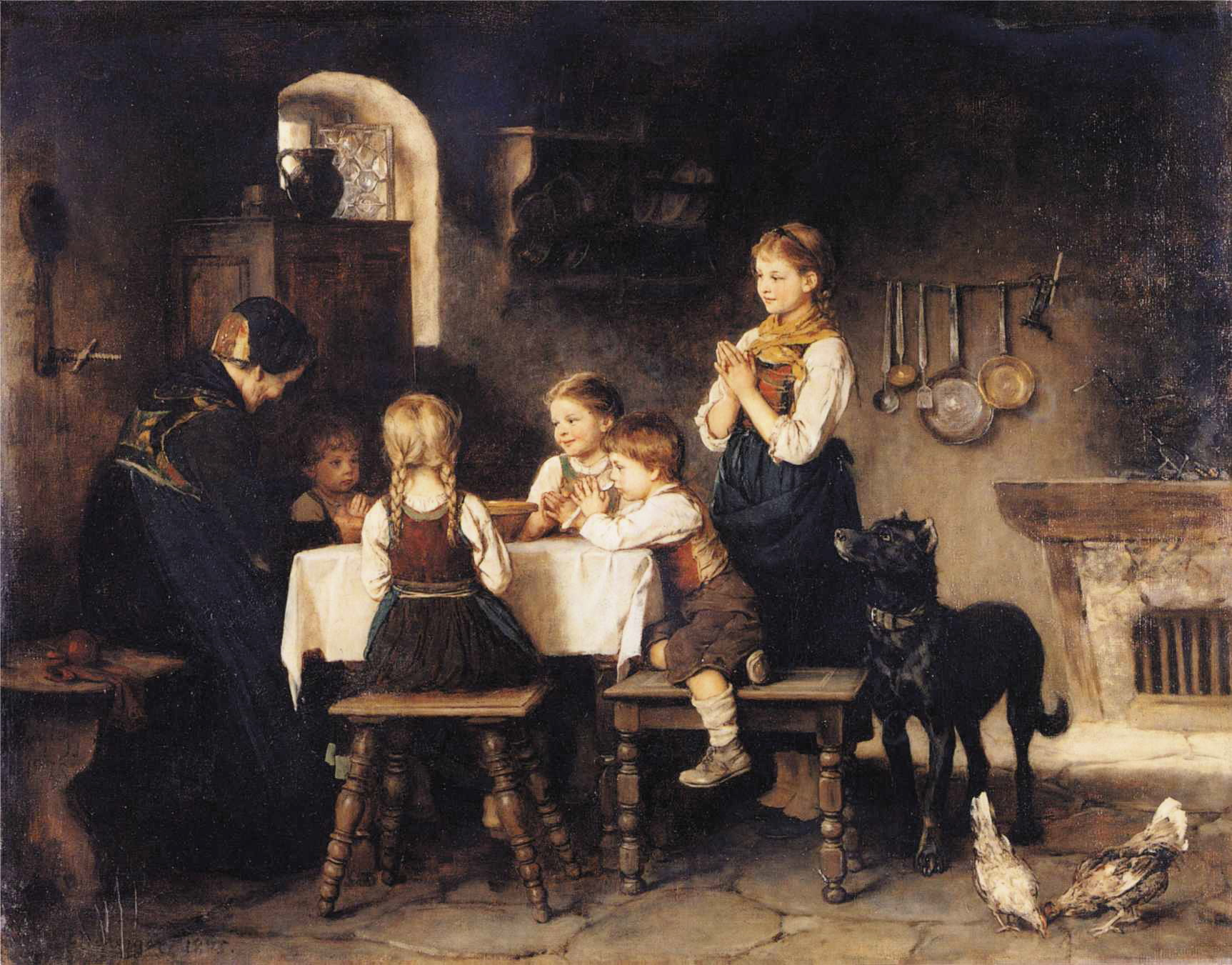
『食事前の祈り』, 1875
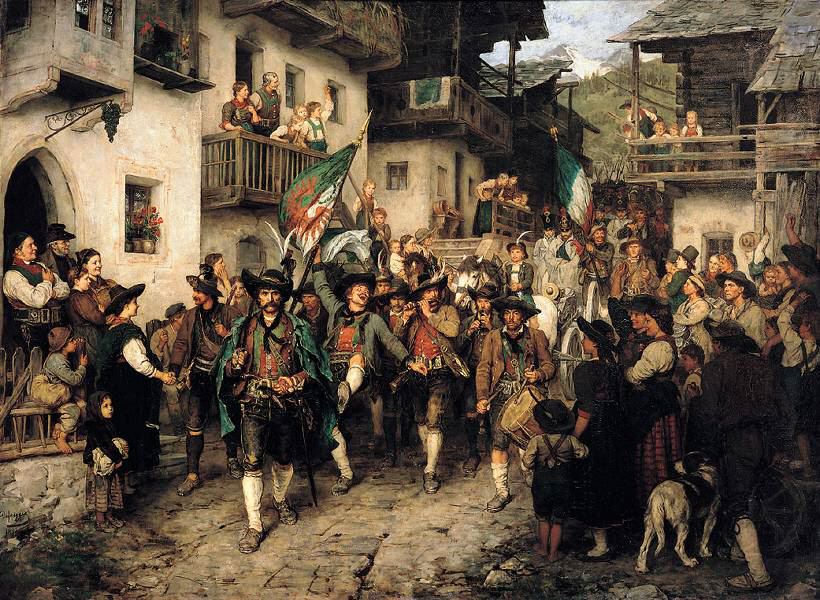
『1809年の戦争から帰国したチロル軍』, 1876

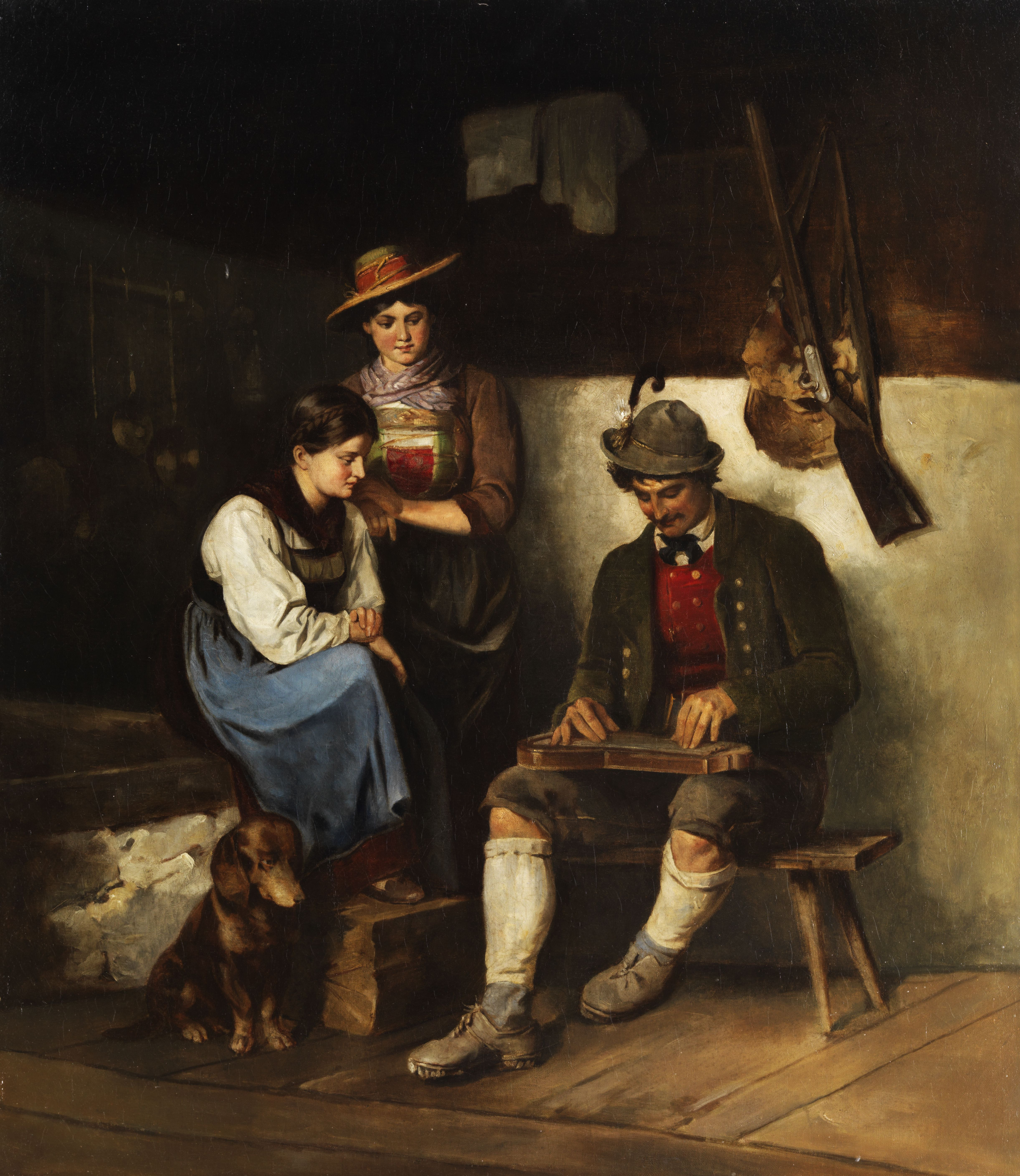
『ツィター弾き』, 1876
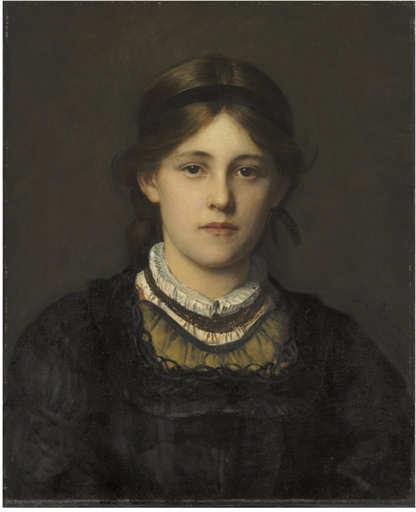
『チロルの美女』, 1880
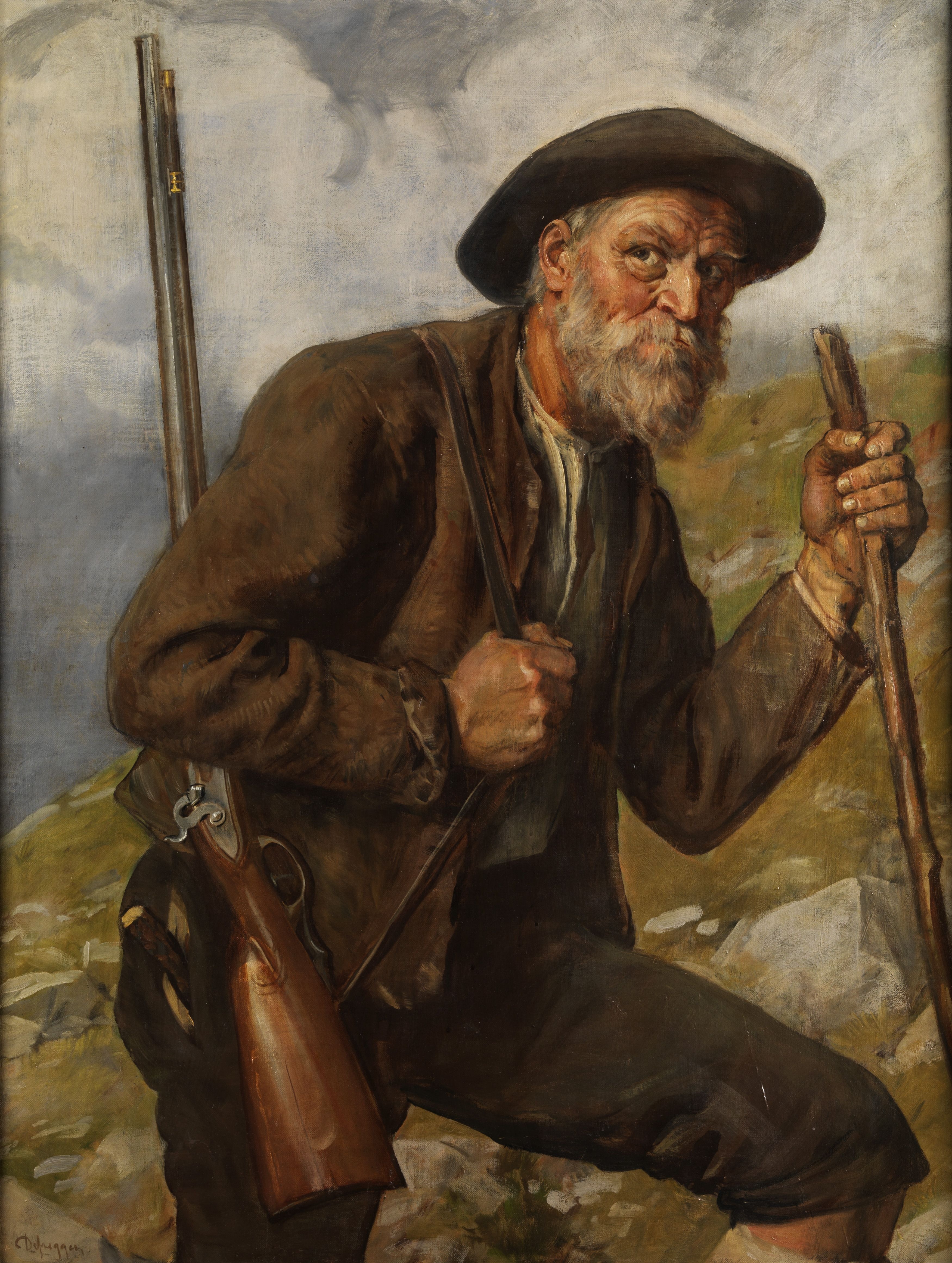
『年老いた山の猟師』, 1892
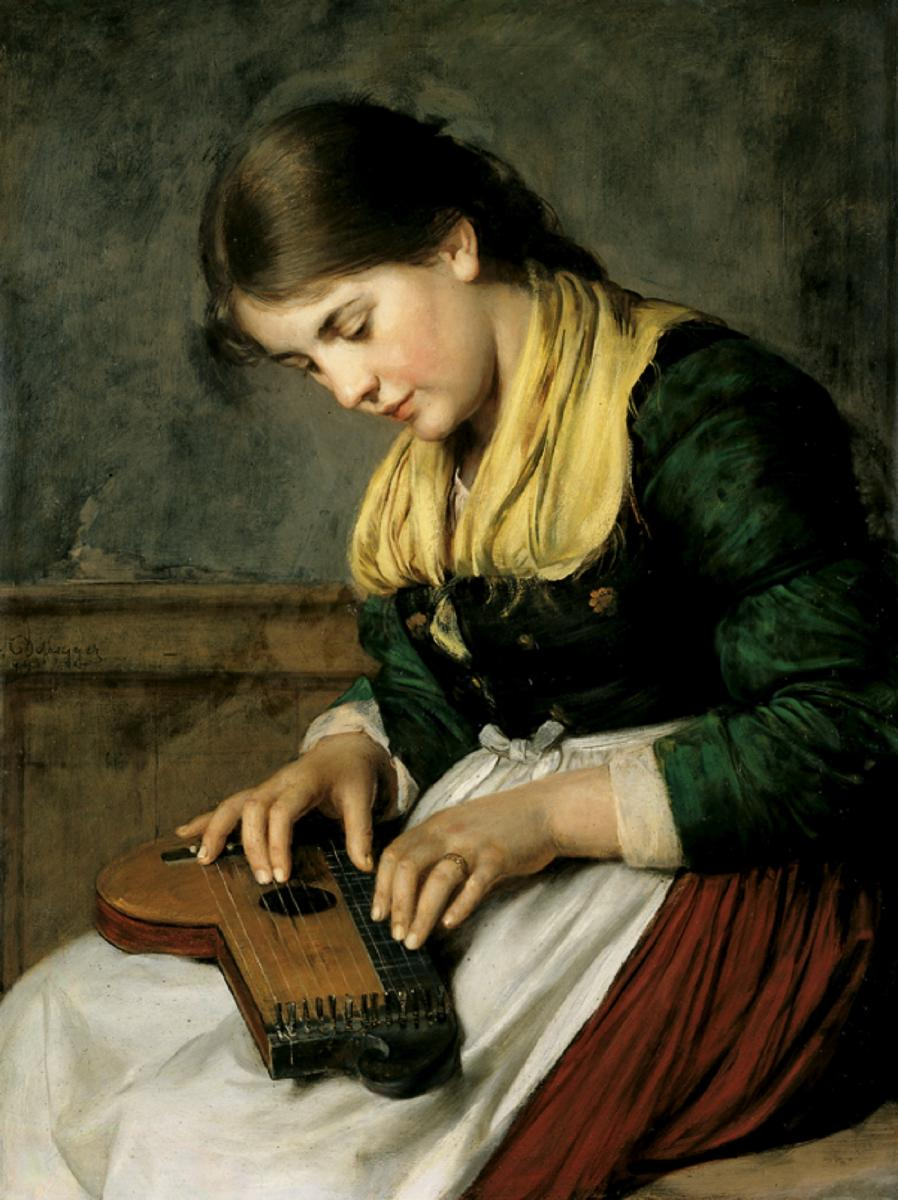
『ツィターを弾く娘』, 1894
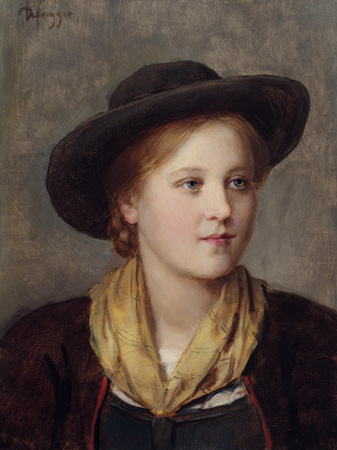
『チロルの婦人』, c. 1895
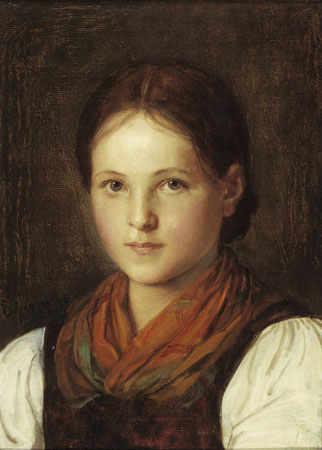
『農家の婦人』, 1896
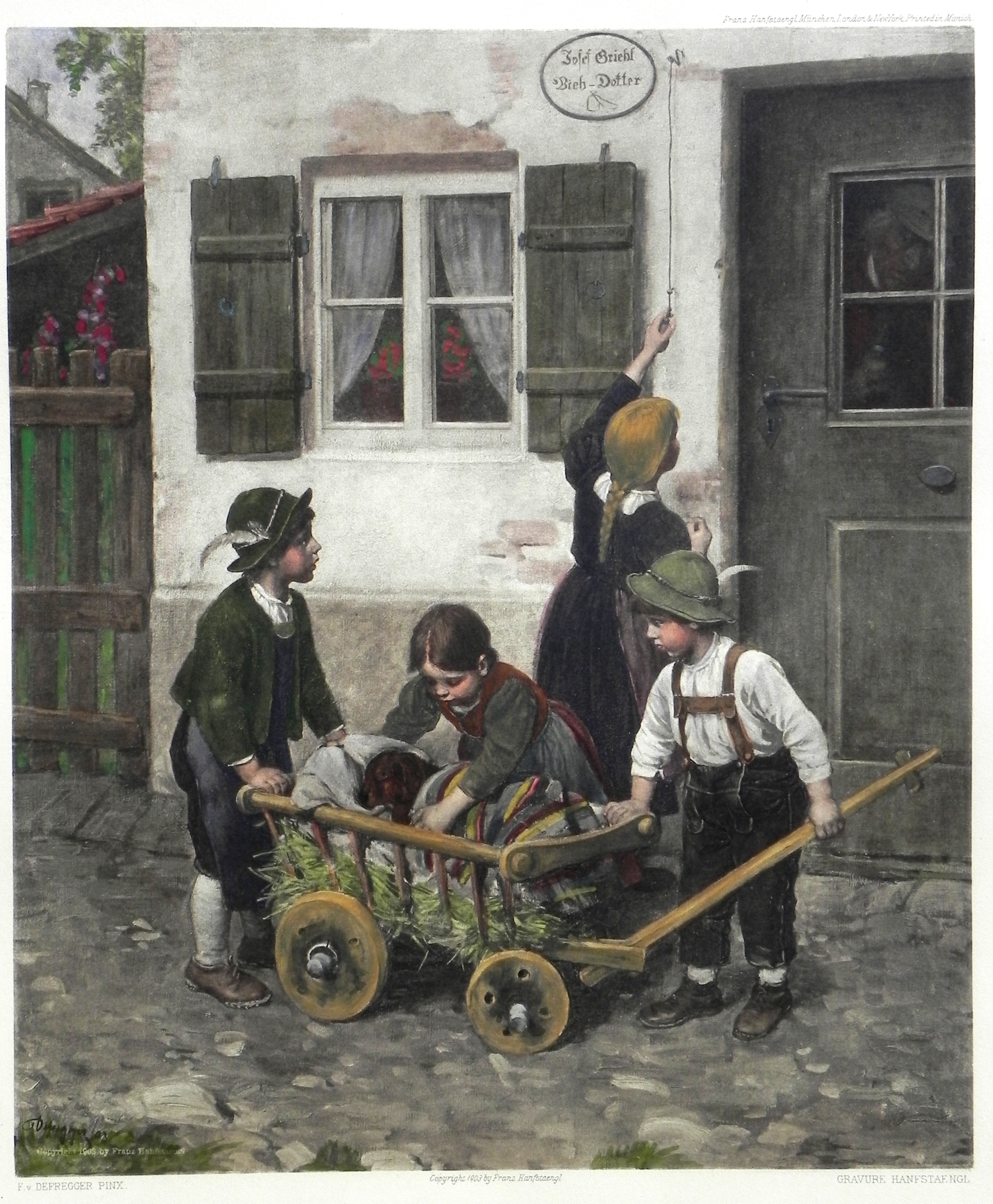
『病気の犬と子供』, 1903
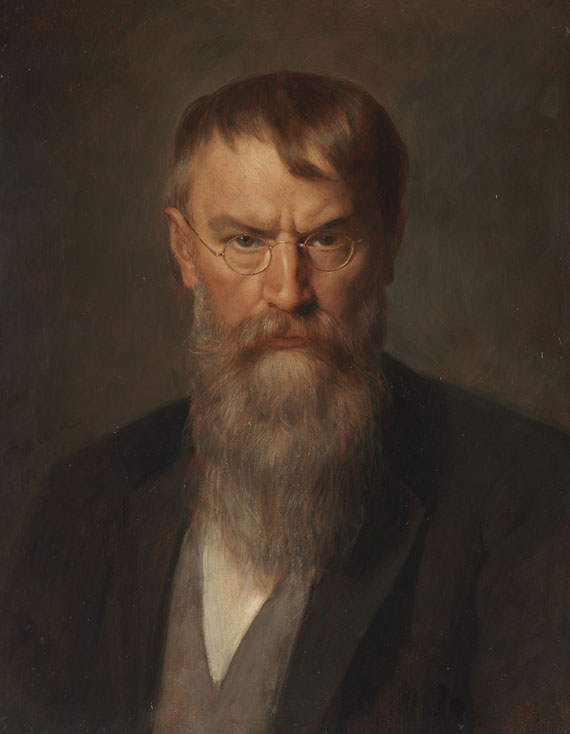
『フランツ・フォン・レンバッハ（画家）』, 1907
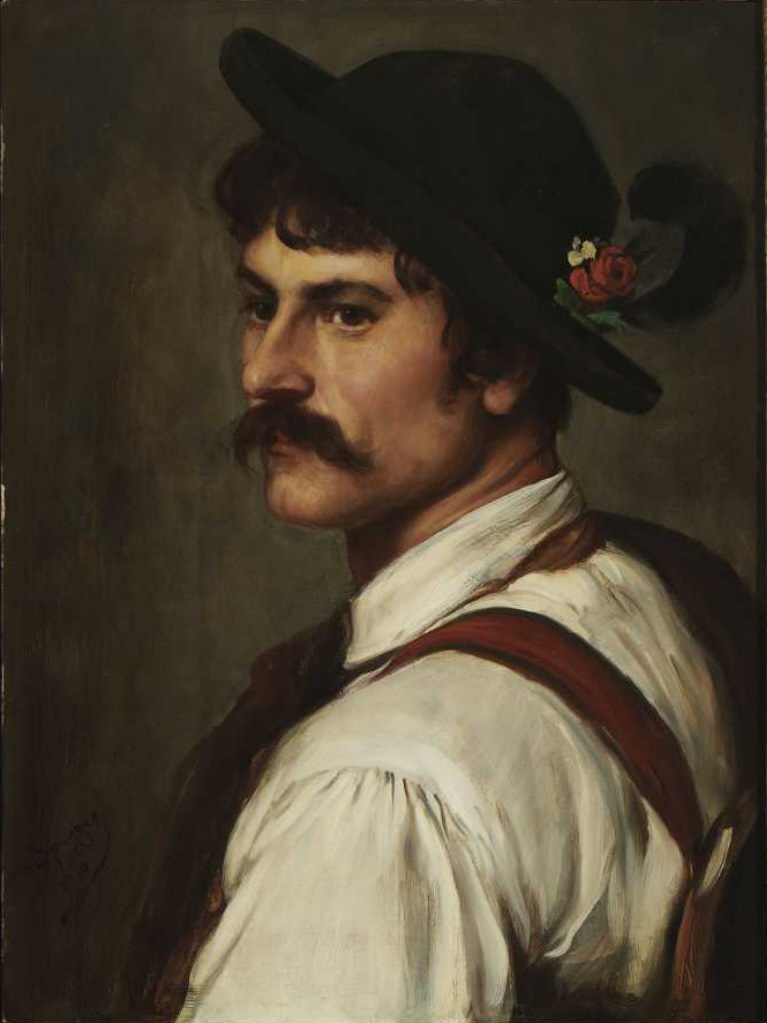
『若い農民』, 1910
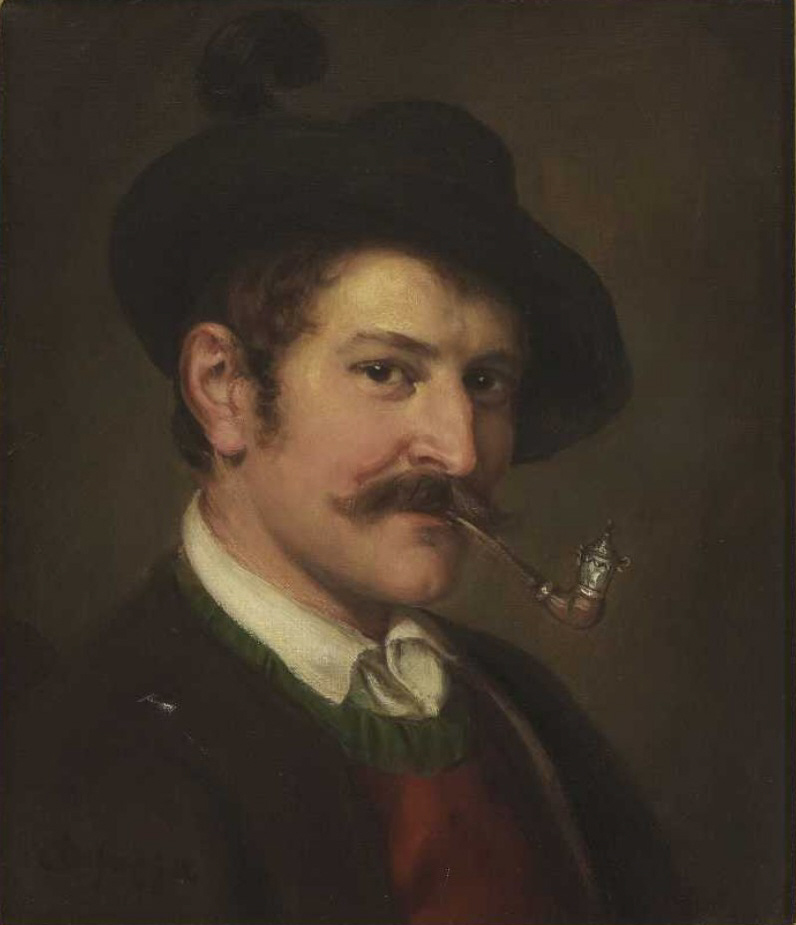
『パイプを咥えた農民』
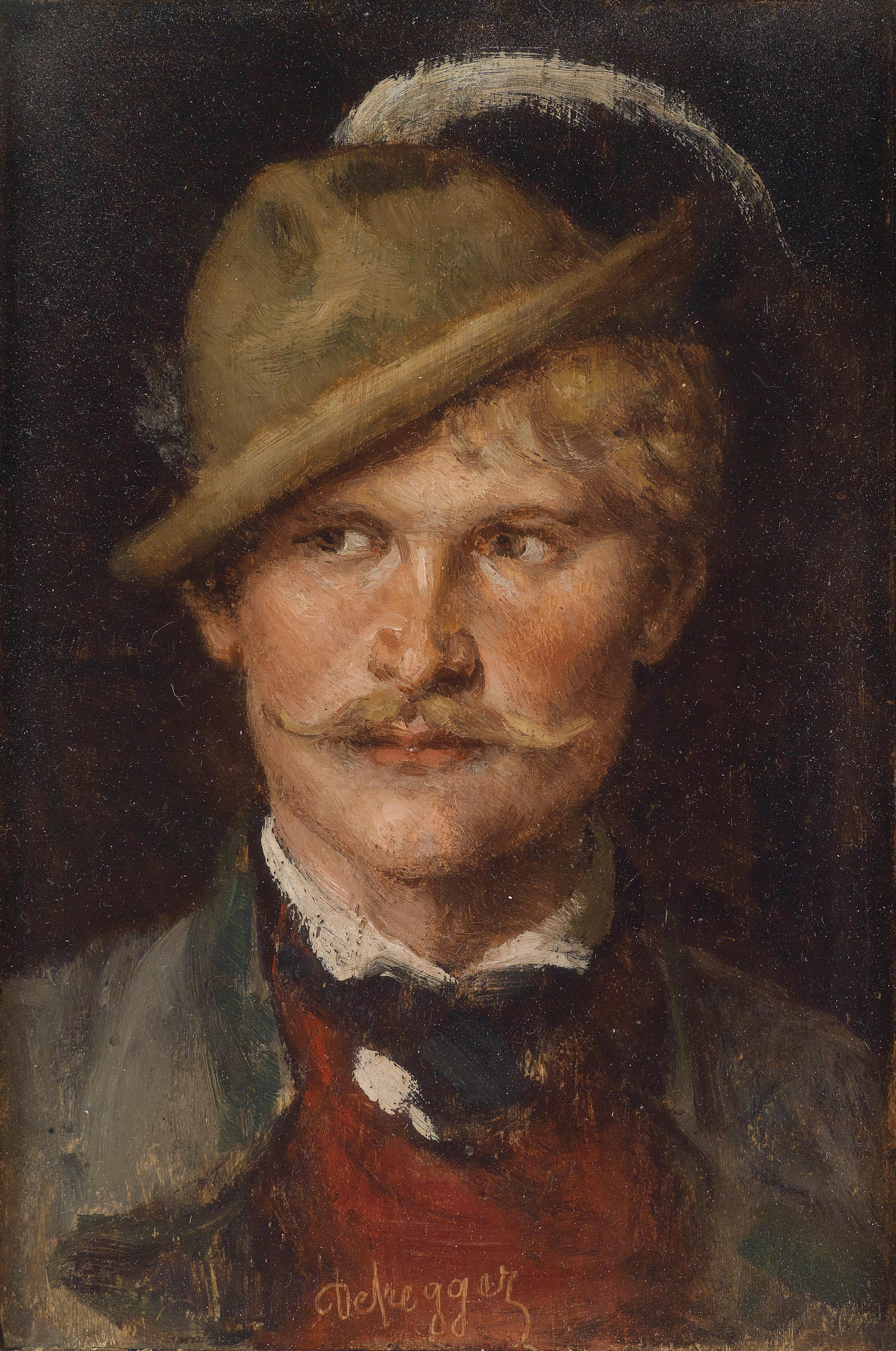
『帽子をかぶった農民』
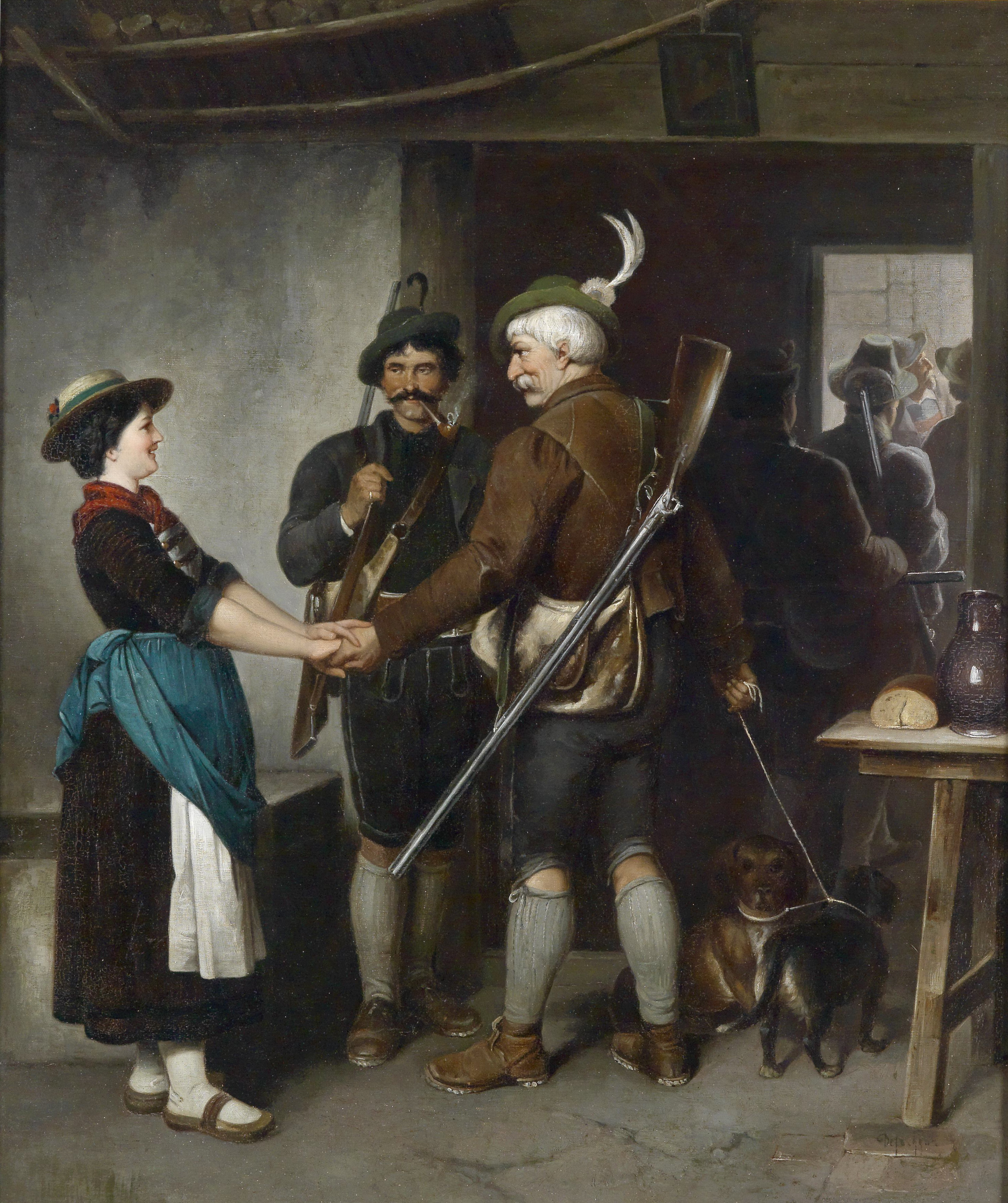
『猟師を見送る女性』